# Melissodes intorta
Melissodes intorta là một loài Hymenoptera trong họ Apidae. Loài này được Cresson mô tả khoa học năm 1872.